# NKVD speciallejr
NKVD speciallejre (tysk: Speziallager) var interneringslejre, der blev drevet af den sovjetiske sikkerhedstjeneste NKVD i efterkrigstidens sovjetiske besættelseszone i Tyskland fra maj 1945 til den 6. januar 1950. Fra 1946 blev lejrene drevet af NKVDs efterfølger, det sovjetiske ministerium for interne anliggender, MVD. Lejrene blev etableret af Sovjetunionens militæradministration i Tyskland (SMAD). Den 8. august 1948 blev lejrene lagt ind under det sovjetiske gulag-system. Da de indsatte ingen kontakt havde med omverdenen, blev lejrene også kaldet 'stilhedslejre' (tysk: Schweigelager).
De sovjetiske myndigheder benægtede lejernes eksistens, indtil en pressekampagne i vestlige medier begyndte at omtale lejrsystemet. Ingen fanger blev løsladt før 1948. Den 6. januar 1950 blev administrationen af lejrene overladt til den nyligt etablerede østtyske stat, DDR. Omkring 123.000 tyskere og 35.000 andre nationaliteter blev interneret i lejrene, hvoraf mindst 43.000 ikke overlevede opholdet.

## Indsatte
Speciallejrene blev kontrolleret af NKVD's lejradministration i Moskva. Alle befalingshavende i lejrene var erfarne sovjetiske militærofficerer og lejrene blev designet efter samme specifikationer som de sovjetiske Gulag-lejre i Sibirien og Centralasien. Lejrene var dog ikke slavelejre knyttet til fabrikker eller kollektivlandbrug, tværtimod måtte de indsatte i lejrene ikke arbejde. Lejrene var heller ikke udryddelseslejre som de tyske udryddelseslejre i Polen, men dødsraten blandt de indsatte var imidlertid meget høj grundet fejlernæring og sygdom.

### Anklager
Indsatte i lejrene var arresteret for påståede forbindelser til Nazipartiet, for at modvirke Stalinismen eller andre arbitrære anklager. Det formelle grundlag for arrestationerne var Lavrentij Berias dekret nr. 00315 af 18. april 1945, der beordrede sovjetunionens hær til uden forudgående undersøgelser at internere "spioner, sabotører, terrorister og aktive NSDAP-medlemmer, ledere af nazistiske organisationer, personer i besiddelse af illegale tryksager, radioudsendelsesudstyr eller våben, embedsmænd og journalister. Dette var den samme type dekret fra NKVD om administrativ arrestation og deportering til Gulag-lejre, som blev anvendt i Sovjetunionen, hvor der heller ikke fandtes appelmulighed.
Indsatte i lejrene blev opdelt i "dømte" eller "internerede" alt efter om de havde været stillet for et sovjetisk militærtribunal eller ej. Det allierede kontrolråd havde den 30. oktober 1946 ved direktiv fastslået, at internering ikke kunne ske uden en retssag, men i november 1946 var kun 10% af de internerede blevet stillet for et tribunal; andelen var steget til 55% i begyndelsen af 1950.
I krigens sidste faser, og umiddelbart efter, var langt de fleste internerede i lejrene medlemmer af Nazipartiet. 80% af de internede var medlemmer af Nazipartiet i begyndelsen af 1945, men andelen faldt til to tredjedele i slutningen af 1945 og i februar 1946 udgjorde andelen af naziparti-medlemmer mindre end halvdelen. Af de "dømte" var 25% medlemmer af Nazipartiet i 1945, 20% i 1946, 15% i 1947, godt 10% i 1948 og mindre end 10% efter 1949. De sovjetiske militærtribunaler førte sjældent sager om krigsforbrydelser. Blandt de påståede nazister var også børn, der var mistænkt for at være tilknyttet den nazistiske modstandsorganisation Werwolf. Omkring 10.000 af de internerede var børn og unge, hvoraf halvdelen omkom i lejrene.
Blandt de indsatte var flere medlemmer af det tyske socialdemokrati, SPD, der særlig efter 1946 blev udsat for stort pres fra de sovjetiske myndigheder. Da det østtyske SPD i 1946 blev tvangsfusioneret med det østtyske kommunistparti og dannede Sozialistische Einheitspartei Deutschlands (SED), blev mange socialdemokrater interneret for at sikre sovjetisk/stalinistisk indflydelse i partiet. Ligeledes blev flere interneret som "spioner" som følge af kontakter med organisationer i de vestlige besættelseszoner baseret på den sovjetiske straffelov artikel 58, der gjorde "anti-sovjetiske aktiviteter" kriminelle. I speciallejr Bautzen var 66 % af de indsatte i denne kategori.

### Isolationspolitik
Fra begyndelsen gennemførte de sovjetiske myndigheder en politik, hvorefter de indsatte blev isoleret fuldstændigt fra det omkringliggende samfund. Et dekret fra den 27. juli 1945 anfører: "Det primære formål med specialejrene er total isolation af fangerne og at forhindre flugt", ligesom dekretet forbød besøg og post til de indsatte. Et andet dekret fra 25. juli 1946 bekræftede den "totale isolation fra omverdenen" som det det primære formål og anfører videre:
[Indsatte i speciallejrene] skal med særregulering isoleres fra samfundet, de skal ikke være genstand for juridisk tiltale, og der skal ikke oprettes sagsakter i deres sager som ellers foreskrevet i straffeprocesreglerne.
Ingen indsat kunne kontakte sin familie, ligesom familierne ikke kunne kontakte de indsatte. Familien modtog ingen information og blev end ikke orienteret, hvis en indsat døde. Der blev ikke foretaget undtagelser fra disse regler. I et konkret tilfælde forespurgte kommandanten i Speciallejr nr. 8 den øverstbefalende for lejrene, oberst Mikhail Sviridov (Свиридов), hvorvidt indsatte arresteret i deres sommertøj måtte bede deres familier om vintertøj og understregede, at situationen var kritisk og at nogle af de indsatte ikke engang havde sko. Sviridov afviste anmodningen og understregede, at de indsatte ingen kontakt måtte have med omverdenen.
I slutningen af 1947 blev det tilladt de indsatte at få adgang til kommunistiske aviser, hvilket var de indsattes første kontakt med omverdenen siden deres internering.

### De første løsladelser
I midten af 1948 blev 27.749 fanger frigivet efter en gennemgang af 43.853 sager fortaget af en kommission bestående af den sovjetiske militæradministration SMAD, Sovjetunionens ministerium for statssikkerhed MGB og Ministeriet for interne anliggender, MVD (NKVD's efterfølger). Blandt de løsladte var hovedsagelig personer, der var arresteret som følge af en formodet nazi-baggrund og som kommissionen vurderede havde mindre betydning.

### Antal fanger og omkomne
Det samlede antal internerede og omkomne er usikkert. Sovjetunionens indenrigsministerium offentliggjorde i 1990 data, der var indsamlet i forbindelse med overgivelsen af lejrene til DDR's myndigheder i 1950. Ifølge disse tal havde der i lejrene været interneret 122.671 tyskere, 34.706 sovjetborgere og 460 af anden nationalitet. 40.244 var blevet deporteret til Sovjetunionen, 45.635 blev løsladt, 786 blev skudt og 43.035 døde. 6.680 tyskere var blevet overført til krigsfangelejre og 128 fanger flygtede. 14.202 tyske internerede blev overladt til DDR's indenrigsministerium. En kritisk gennemgang foretaget af Natalja Jeske konkluderede, at der i speciallejrene var interneret yderligere ca. 30.000 tyskere, end hvad der var officielt anerkendt. Det officielle antal omkomne i lejrene anses dog for at være nogenlunde korrekt. Tidligere estimater om mellem 65.000 og 130.000 omkomne eller mellem 50.000 og 80.000 døde er for høje. De fleste personer døde af sult og sygdomme. Dødsraten var særlig høj fra slutningen af 1946 til begyndelsen af 1947, hvor de allerede beskedne madrationer blev yderligere reduceret. Madrationerne for de indsatte var ikke væsentlig lavere end hvad civilbefolkningen i den sovjetiske besættelseszone måtte følge, men de indsatte havde ikke adgang til det sorte marked.
Blandt de døde var 12.000 personer, der i 1990 blev fundet i en massegrav nær Speciallejr nr. 7 i den tidligere Sachsenhausen koncentrationslejr. Seks tusinde af fangerne i Sachsenhausen var tyske officerer, der var sendt til den sovjetiske besættelseszone fra de vestallieredes lejre.

## Speciallejre i den sovjetiske besættelseszone
Der eksisterede i alt 10 speciallejre i den sovjetiske besættelseszone. Disse blev etableret i tidligere tyske koncentrationslejre, tidligere stalag-lejre, barakker og fængsler.
- Speziallager Nr. 1 Mühlberg, tidligere Stalag IV-B nær Mühlberg i Brandenburg[1]
- Speziallager Nr. 2 i Buchenwald[1]
- Speziallager Nr. 3 i Hohenschönhausen[1] (senere Stasi-Arbeitslager X)
- Speziallager Nr. 4 i Bautzen (siden 1948 Nr. 3)[1]
- Speziallager Nr. 5 i Ketschendorf / Fürstenwalde[1]
- Speziallager Nr. 6 i Jamlitz nær Lieberose[1]
- Speziallager Nr. 7 i Weesow nær Werneuchen (indtil august 1945) og Sachsenhausen (efter august 1945)[1]
- Speziallager Nr. 8 i Torgau[1][24] (Fort Zinna)
- Speziallager Nr. 9 i Fünfeichen, Neubrandenburg[9]
- Speziallager Nr. 10 i Torgau[1] (Seydlitz-Kaserne)

Herudover anvendte NKVD adskillige østtyske fængsler.

### Andre lejre og fængsler i Østeuropa før maj 1945
Sovjetunionen etablerede før Nazitysklands kapitulation i maj 1945 flere fængsler og interneringslejre i områder udenfor det nuværende Tyskland, herunder i de tidligere tyske områder, der i dag tilhører Polen og Rusland og i Slovakiet, Rumænien og i det daværende Jugoslavien. De sovjetiske styrker indsatte tyske civile i interneringslejre fra begyndelsen af 1945. Nogle af disse blev sendt til arbejdslejre i Sovjetunionen, og andre blev efter maj 1945 overflyttet til NKVD's speciallejre i Østtyskland.
Disse midlertidige fænglser og lejre blev etableret øst for Oder-Neisse-linjen i henhold til et dekret fra Lavrentij Berija, der omhandlede lejre på begge sider af Oder-Neisse-linjen. Næsten hele den mandlige tyske befolkning øst for floderne Oder og Neisse, flere titusinder, blev arresteret af NKVD som værende "Hitlere". Der var alene et beskedent antal nazister blandt den del af befolkningen, der ikke forinden var flygtet for den fremrykkende Røde hær.
Ifølge dokumenter fra de sovjetiske arkiver var der i begyndelsen af maj 1945 interneret 215.540 personer i det område, der i dag udgør Polen: 138.200 tyskere, 36.660 polakker, 27.880 USSR-borgere og 10.800 af anden nationalitet. Af de 215.540 internerede blev 148.540 sendt til Sovjetunionen, 62.000 blev sendt i fængsel i kampområderne og 5.000 døde

## Overlevering til DDR
Sovjetunionens politbureau under kommunistpartiets centralkomité besluttede den 28. september 1949 at overlade administrationen af speciallejrene til myndighederne i den nyoprettede østtyske stat DDR, der skulle etableres i den sovjetiske besættelseszone. Inden overleveringen af fangerne til DDR's myndigheder, blev et større antal fanger deporteret til Sibirien i USSR. De deporteredes skæbne er den dag i dag ukendt. DDR blev dannet den 7. oktober 1949, og den 6. januar 1950 gav den sovjetiske minister for interne anliggender Kruglov ordre om, at der til DDR's Ministerium for interne anliggende skulle overdrages ansvaret for 10.513 indsatte, og at der skulle ske retsforfølgning af yderligere 3.500 fanger.
Disse retssager blev gennemført under de såkaldte Waldheimprocesser (tysk: Waldheimer Prozesse), der var skueprocesser, der i alle tilfælde førte til lange fængselsstraffe for de tiltalte. Retssagerne tog ofte få minutter og fandt sted bag lukkede døre. Dommerne tillod ikke fremlæggelse af beviser fra de tiltalte. Dommene blev afsagt på grundlag af optegnelserne i de oprindelige arrestationsprotokoller, der var udfærdiget af NKVD, ofte efter brug af tortur. I juni 1950 var mere end 3.000 personer blevet tildelt yderligere fængselsstraf. De fleste af de dømte havde allerede været interneret i mere end fire år i speciallejrene, og mere end halvdelen var udsultede og syge. Waldheimprocesserne introducerede den omfattende brug af DDR's retssystem til politisk forfølgelse af alle dissidenter i DDR. Mange af dommene blev ændret i 1952.